# Departamento de Transportes y Servicios Públicos de Alaska
El Departamento de Transportes y Servicios Públicos de Alaska (en inglés: Alaska Department of Transportation & Public Facilities , DOT&PF) es la agencia estatal gubernamental encargada en la construcción, inspección y mantenimiento de una vasta red de transporte al igual que las carreteras estatales y federales del estado de Alaska al igual que aeropuertos municipales. Tiene su sede en Juneau.